# Берланга-де-Дуеро
Берланга-де-Дуеро (ісп. Berlanga de Duero) — муніципалітет в Іспанії, у складі автономної спільноти Кастилія-і-Леон, у провінції Сорія. Населення — 1012 осіб (2010).
Муніципалітет розташований на відстані близько 140 км на північний схід від Мадрида, 46 км на південний захід від Сорії.
На території муніципалітету розташовані такі населені пункти: (дані про населення за 2010 рік)
- Абанко: 1 особа
- Алало: 26 осіб
- Андалус: 24 особи
- Берланга-де-Дуеро: 840 осіб
- Бріас: 24 особи
- Сіруела: 18 осіб
- Ортесуела: 24 особи
- Луміас: 8 осіб
- Моралес: 43 особи
- Паонес: 4 особи
- Кабреріса: 0 осіб

## Демографія
Динаміка населення (INE ):

## Галерея зображень

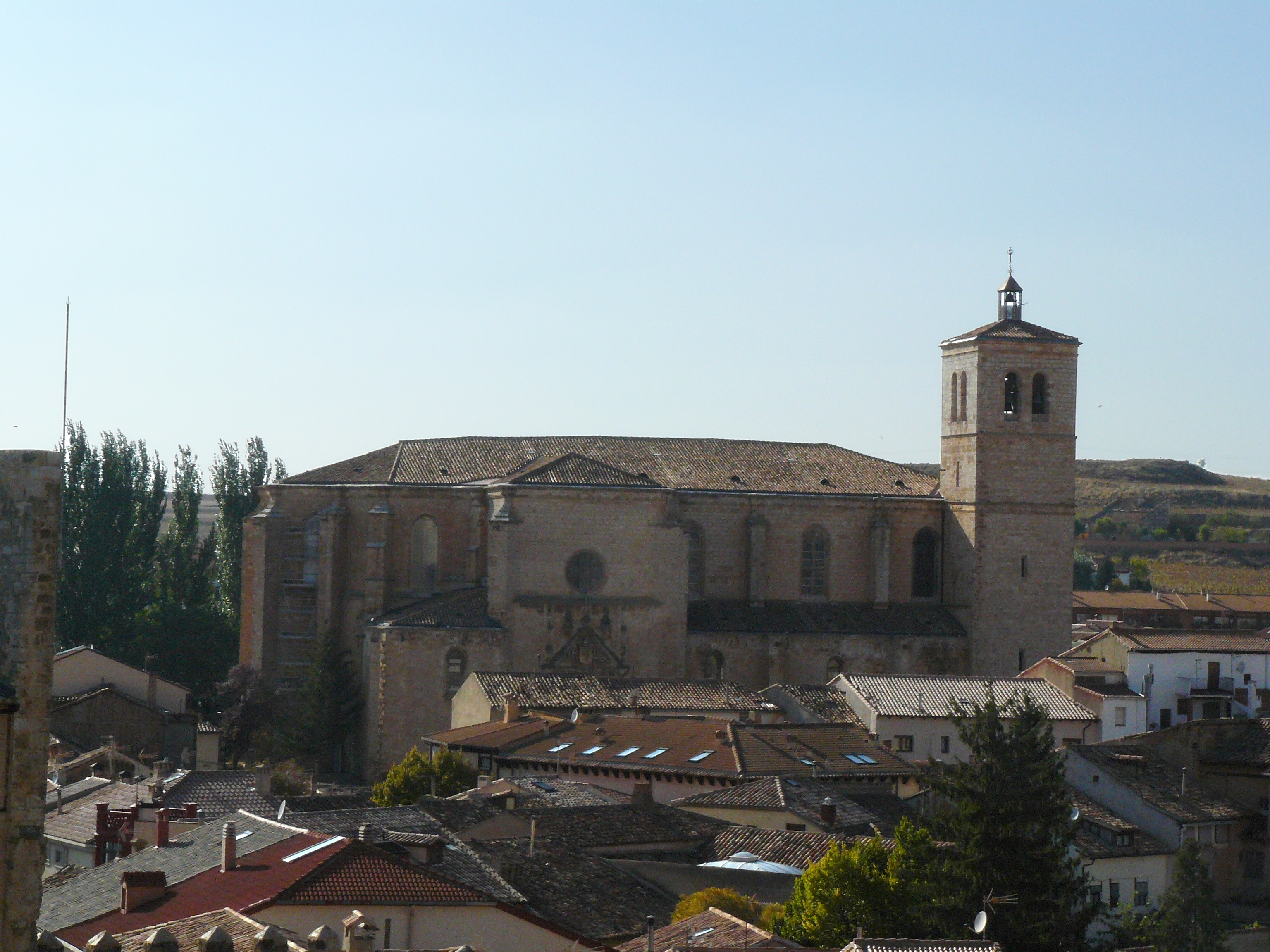
Соборна церква